# We Can Do Better
We Can Do Better is een nummer van de Amerikaanse singer-songwriter Matt Simons uit 2018.
"We Can Do Better" kent een optimistische tekst. De boodschap van het nummer is om niet terug te kijken op negatieve gebeurtenissen en verschillen te overbruggen. Het nummer flopte in Amerika, maar werd wel een (radio)hit in Europa. In de Nederlandse Top 40 bereikte het de 18e positie, en in de Vlaamse Ultratop 50 de 29e.